# 甬城通
甬城通，又名宁波市民卡C卡，是中国浙江省宁波市发行的的一种非接触智能卡，主要用于城市公共交通。甬城通前身为宁波公交IC卡，由宁波市公共交通总公司和珠海亿达科技有限公司开发于1999年，并于2000年11月1日正式发行，2004年10月，甬城通改由宁波市甬城通智能卡有限公司发行，2007年9月，该公司成为宁波市民卡运营管理有限公司子公司。截至2020年7月，原甬城通互联互通卡(卡面带有”City Union“标志的卡片）可在宁波市内所有公交、轨道交通、公共自行车和宁波-余姚-绍兴-杭州城际铁路刷卡乘车并可以全国49个互联互通城市使用。2017年9月，宁波市民卡运营管理有限公司正式发行宁波市民卡·交通部一卡通(宁波交通一卡通)。截至2021年9月，卡片带有”交通联合“标志的宁波交通一卡通可在全国314个城市实现异地刷卡乘车。

## 办理
甬城通可分为普惠卡（A卡）、特惠卡（D、E卡）、免费乘车卡（H卡）、互联互通卡（T卡）三类。普惠卡、互联互通卡、交通部一卡通，所有人均可办理。特惠D卡为大、中、小学学生凭相关证件办理。特惠E卡为低保户、特困户《社会扶助证》持有者办理。免费乘车卡为高龄老人、离休干部和重度残疾人办理。除普惠卡和互联互通卡外，其余卡都必须附有照片，并仅限本人使用。H卡使用者需要办理年审以确定持卡者是否具备免费乘车的条件。A、D、E、T卡办理时需要收取押金费10元，高龄老人免费乘车卡、重度残疾人免费乘车卡需要工本费20元，而离休干部免费乘车卡则为免费办理，无需押金。此外，高龄老人免费乘车卡还需要缴纳每年25元的高龄老人乘车公众责任保险。除此之外，甬城通公司还曾限量发售带有使用期限的异形卡，卡内余额在卡到期后可转入普通卡继续使用。

## 适用范围

### 公交车

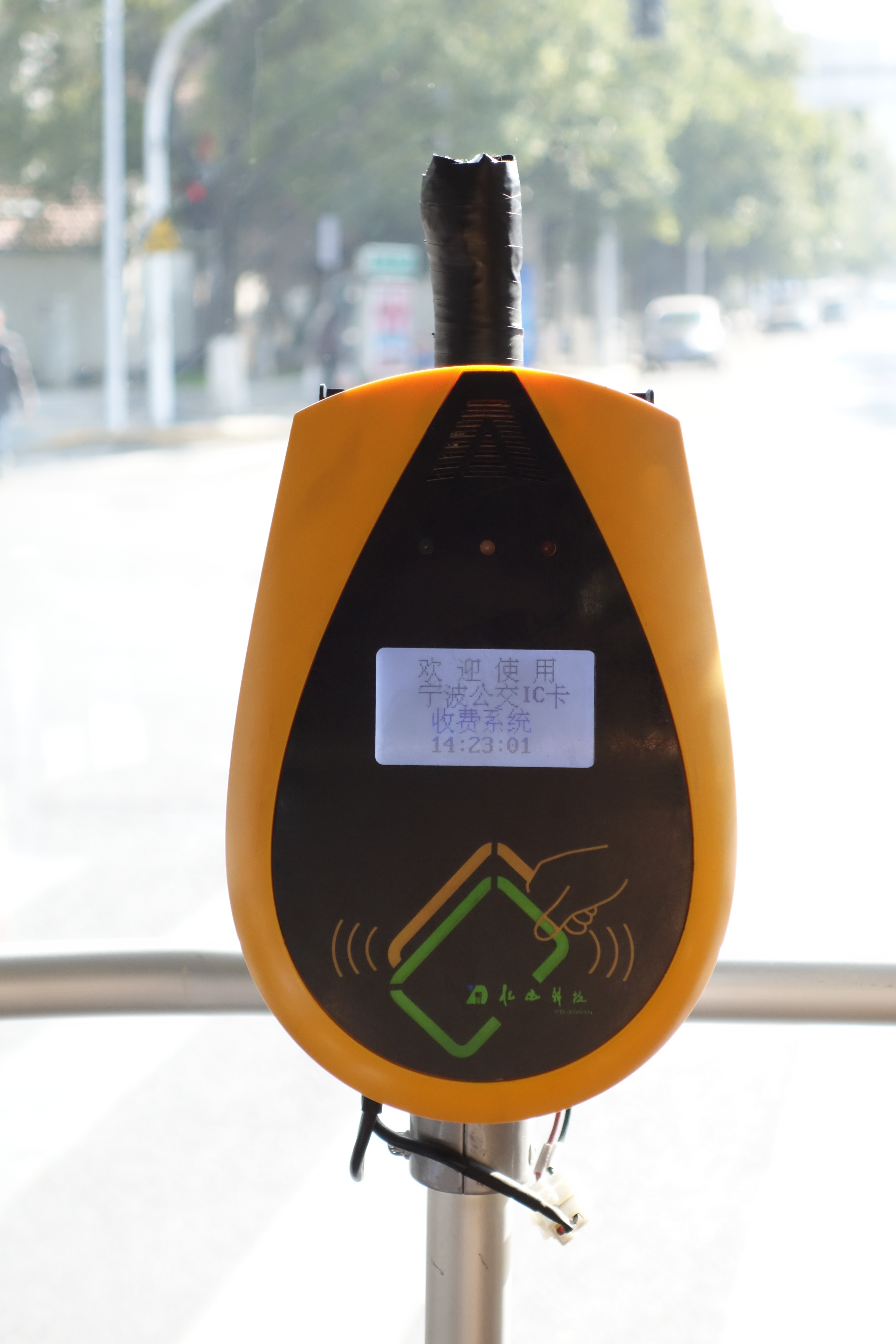
一辆公交车上的甬城通刷卡机

使用甬城通乘坐宁波市内公交车，A卡、T卡可享受6折优惠，D、E卡可享受3折优惠，H卡则为免费乘坐。换乘城六区公交时，如果首次下车时间和第二次上车时间小于1个小时，只需支付两次车费中的较高值。奉化区公交线路优惠额度与其他五区不同，A卡享受9折优惠，D卡享受8.5折优惠，H卡免费乘坐。

### 地铁
甬城通可在宁波轨道交通各条线路使用，A卡、E卡、T卡可享受9.5折优惠，D卡可享受5折优惠。离休干部、残疾军人、因公致残人民警察、重度残疾人可以持H卡免费乘车，而高龄老人持H卡在早晚高峰时段（7:00-9:00，17:00-19:00）需缴纳半价车费，其余时间享受免费乘车。H卡在宁波轨道交通使用时，须事先开通电子钱包功能，老年卡还需具备5元以上余额。

### 城际铁路
甬城通可在宁波至余姚城际铁路使用，A卡、E卡、T卡可享受9.5折优惠，D卡、高龄老人H卡可享受5折优惠。离休干部、残疾军人、因公致残人民警察、重度残疾人可以持H卡免费乘车。

### 公共自行车
使用甬城通A、D、E、T卡并缴纳200元押金可使用宁波公共自行车服务。与乘坐公交车不同，使用甬城通租借公共自行车均需本人持卡并提交联系方式。1小时内租金为免费，此后逐级递增。

### 其它城市
甬城通T卡、宁波交通一卡通可在其它城市使用，适用范围与优惠额度由所在地规定。